# NGC 636
NGC 636 è una galassia ellittica situata nella costellazione della Balena, a una distanza di circa 76 milioni di anni luce dalla nostra Via Lattea.

## Scoperta
NGC 636 è stata scoperta il 10 gennaio 1785 dall'astronomo britannico di origine tedesca William Herschel.

## Descrizione
NGC 636 è una galassia luminosa nei raggi X.

## Gruppo di NGC 584
NGC 636 fa parte del Gruppo di NGC 584, un gruppo di 9 galassie brillanti nel dominio dei raggi X che comprende: NGC 584, NGC 586, NGC 596, NGC 600, NGC 615, NGC 636, IC 127, UGCA 17 e KDG 007.